# Código Penal de Honduras de 1880
El primer Código Penal de Honduras fue emitido el 27 de agosto de 1880, como parte de la reforma liberal efectuada durante el gobierno del Presidente Marco Aurelio Soto, y derogó la legislación penal contenida en las Siete Partidas de Don Alfonso X "el Sabio".
Los redactores del Código Civil fueron los doctores Carlos Alberto Úcles Soto y Jerónimo Zelaya, el Código Penal de 1880 fue derogado por el Código Penal de Honduras de 1899, promulgado el 29 de julio de 1898 y en vigor desde el 1 de enero de 1899.  

El Código Penal actualmente vigente es el de 1983, que derogó al Código Penal de 1906.